# Sotholms härad

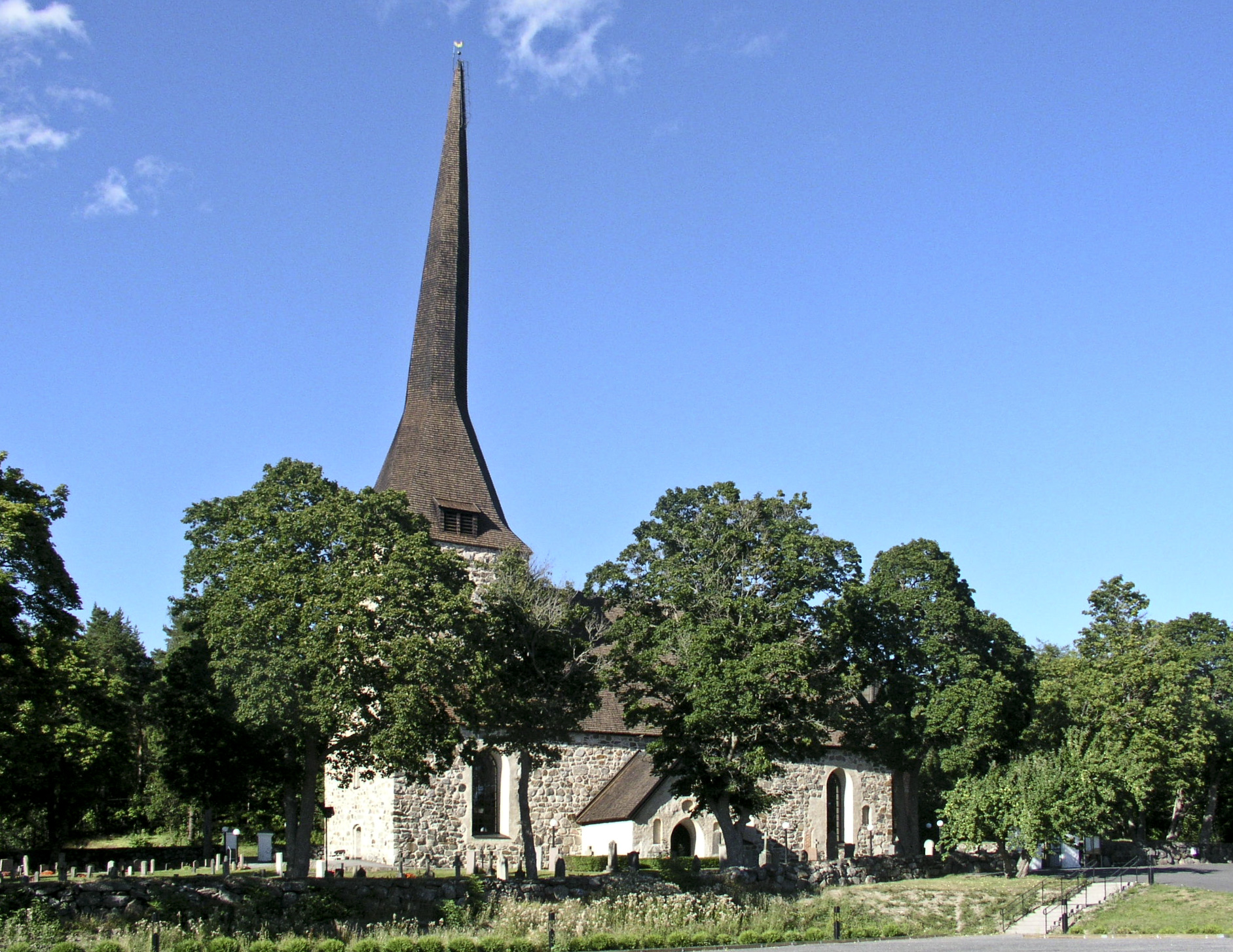
Österhaninge kyrka.

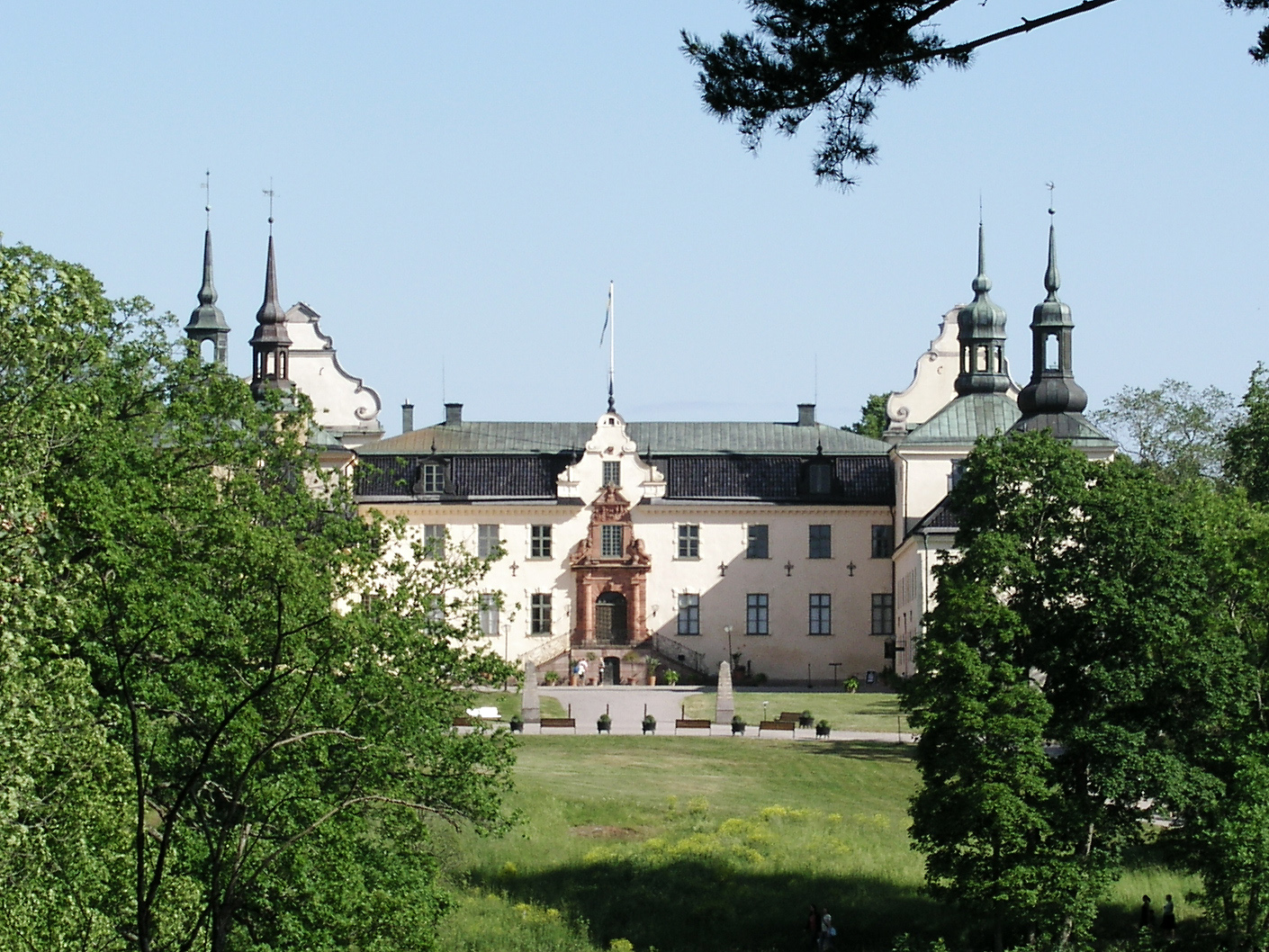
Tyresö slott

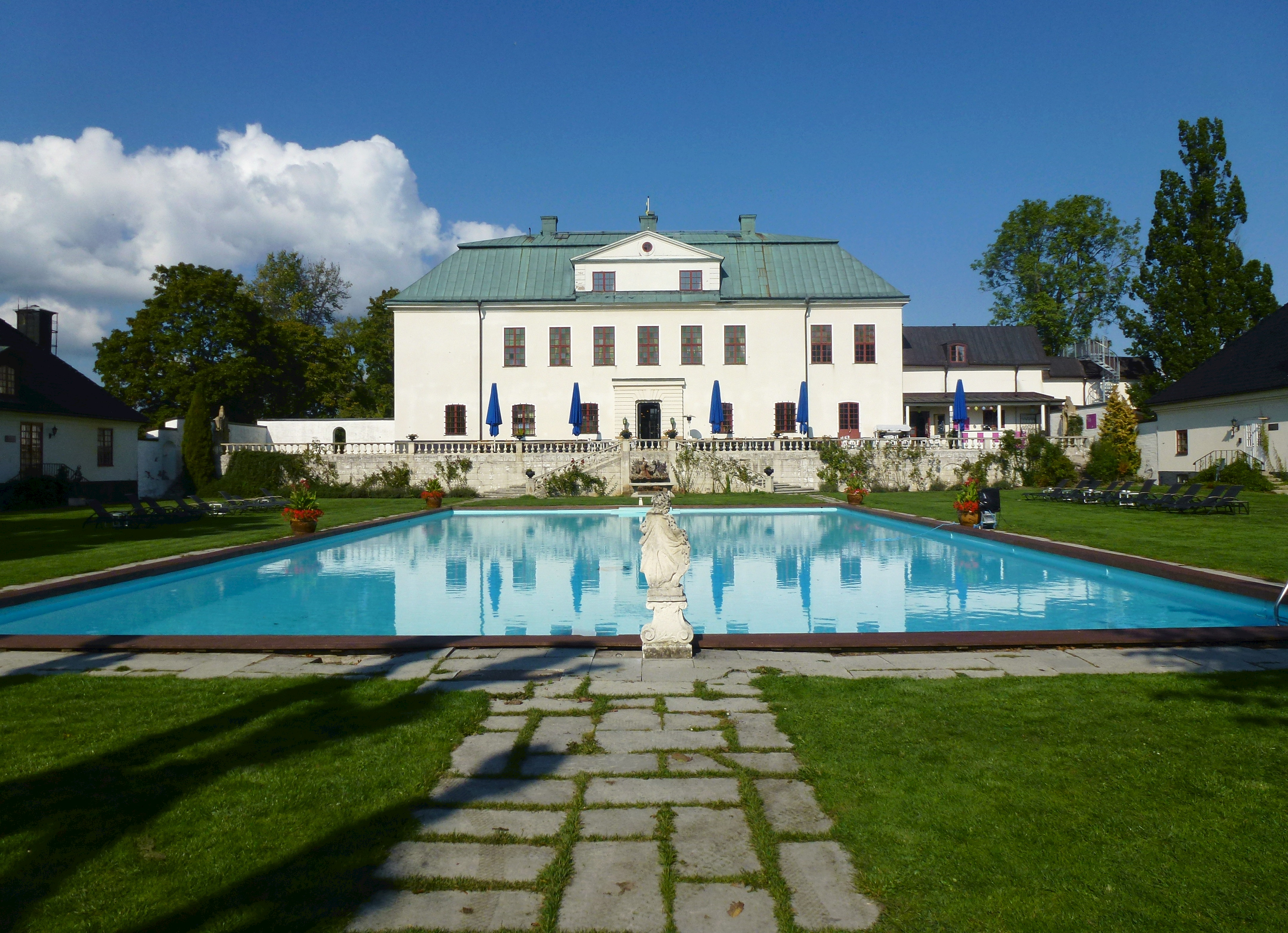
Häringe.

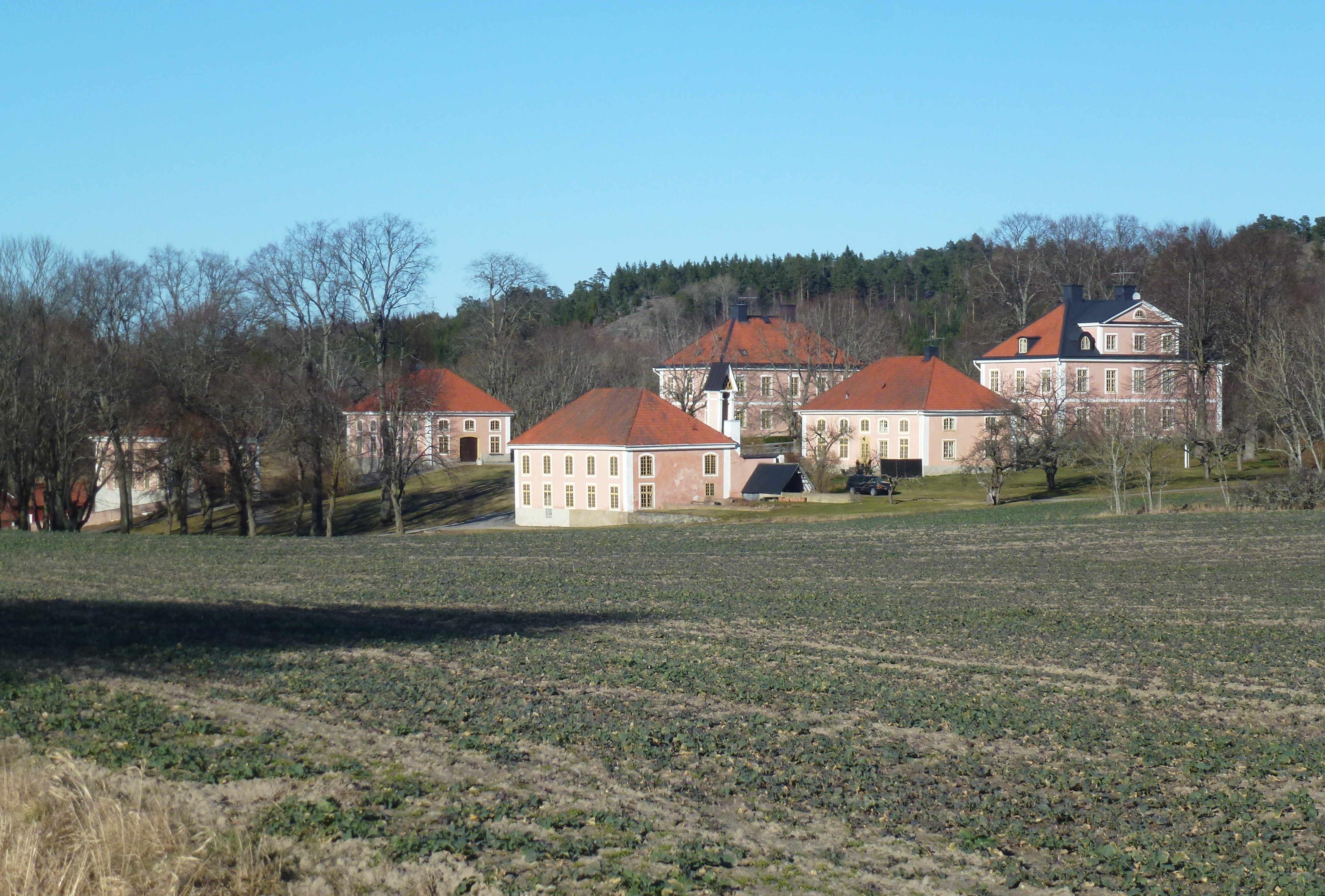
Fållnäs.

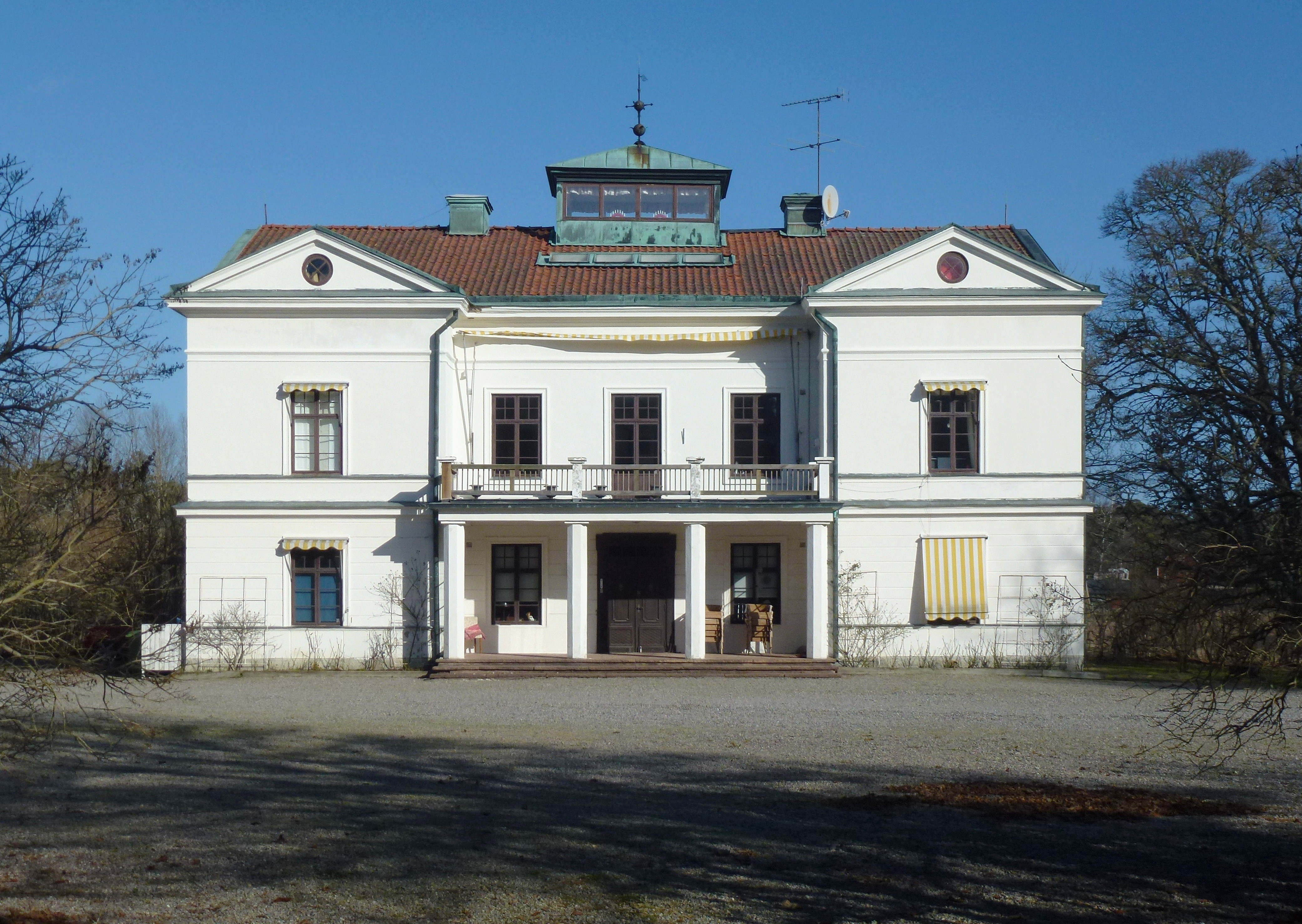
Herrhamra.

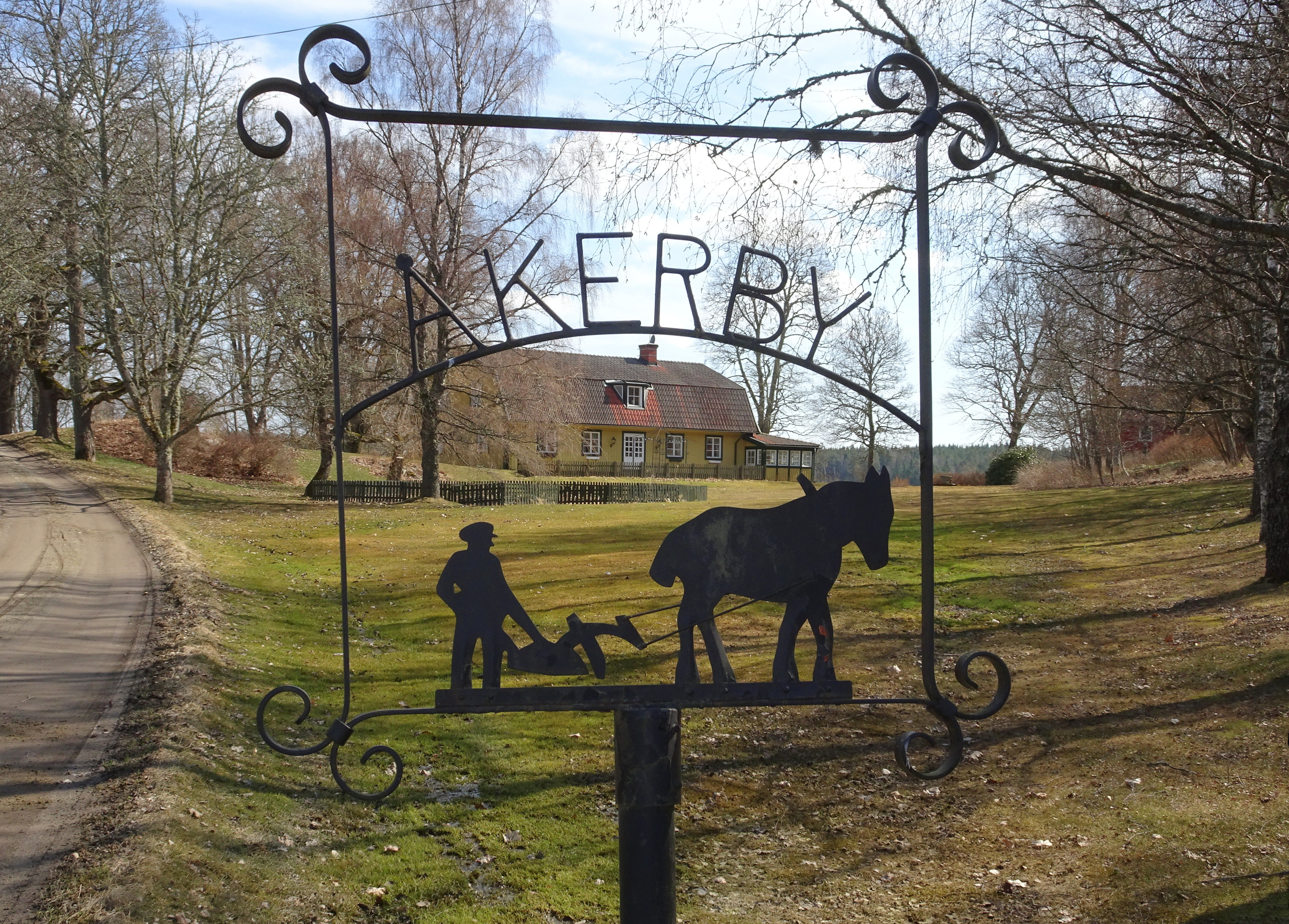
Åkerby.

Sotholms härad är  Södermanlands nordöstligaste härad och beläget på Södertörn samt i större delen av Stockholms södra skärgård. Dess omfattning motsvarar de nuvarande kommunerna Nynäshamn, Haninge och Tyresö, samt Älgö och Gåsö i nuvarande Nacka kommun och Nämdö i nuvarande Värmdö kommun, samtliga tillhör Stockholms län. Sotholms härad omfattade knappt 926 km² och hade år 1932 17 855 invånare. Tingsställe var till 1916 Västerhaninge med även andra tingsställen före 1740, Sorunda, Söderby och Österhaninge. 1916 flyttade tingsstället till Stockholm, före 1930 i Södra stadshuset.

## Namnet
1527 skrevs namnet Sotholms härad. Namnet antas syfta på ön Sotholm i Landfjärden i Västerhaninge socken. Sotholm är numera en udde med namnet Betsholmen. Gården Sotholmstorp (1553) har tagit över namnet. Förleden, det fornsvenska Sote antas vara ett äldre namn på Landfjärden. Sote är bildat av ordet sot med betydelsen det mörka, som syftar på fjärdens instängda och mörka läge i motsats till den öppna Mysingen som ligger längre ut i havsbandet.
På medeltiden kallades häradet Ytra Tør ("Yttre Tör", J Ytro Tøør 1369), avseende den yttre, mot havet liggande delen av Södertörn, det medeltida Tør.

## Socknar
Sotholms härad omfattade elva socknar.
I Haninge kommun
- Dalarö
- Muskö
- Ornö
- Utö
- Västerhaninge
- Österhaninge

I Tyresö kommun
- Tyresö

I Värmdö kommun
- Nämdö

I Nynäshamns kommun
- Sorunda
- Torö
- Ösmo

samt
- Nynäshamns köping (från 1946 Nynäshamns stad)

## Geografi
Området består dels av tämligen låglänt hällmark som här och där övergår i jämn sandmo, dels av större eller mindre slätter eller dalgångar. Utmed kustbandet ansluter en vidsträckt skärgård med en ovanligt naturskön arkipelag, som förutom alla vikar och fjärdar är fylld med tusentals öar, kobbar och skär. Fem av häradets elva socknar har varit skärgårdsöar. Fastlandsdelen består i nordväst av Hanvedens vilda och bergiga skogsområden med Södertörns högsta berg Tornberget (111 meter över havet). Här finns även mäktiga rullstensåsar och rullstensplatåer, som Pålamalm direkt utanför häradsgränsen i Botkyrka socken, medan Vendelsömalm och Söderbymalm ansluter till Handen. I sydöstra delen vidtar gamla kulturbygder med odlingsbara jordar, ofta med inslag av bergs- och skogspartier. Sotholms härad utgjorde det område som ligger mellan före detta Svartlösa härad i nordväst och Saltsjön, som på alla yttre sidor sträckte sig uppifrån Erstaviken (dessutom från början av 1700-talet från Baggensfjärden då Älgö överförts till Tyresö socken och därmed Sotholms härad) och Agnöfjärden i nordost, förbi Dalarö och ner till Landsort i söder, så vidare till Svärds- och Himmerfjärdarna i sydväst.
Områdets norra delar ingår nu i tätorten Stockholm medan de i övrigt större tätorterna är Tungelsta, Västerhaninge, Ösmo och Nynäshamn.
Det har funnits gästgiverier på Dalarö (Dalarö socken), i Fors (Västerhaninge), Berga (Österhaninge, ej att förväxla med Berga i Västerhaninge socken) samt i Valla och Tottnäs (båda i Ösmo socken).

### Slott och herrgårdar
I Västerhaninge socken finns den medeltida ruinen Sotes borg. Under senare tider präglades häradet av många stora jordegendomar och sätesgårdar.
Västerhaninge socken: Berga säteri med det sentida Berga slott, Häringe slott, Ektorps säteri, Ekeby säteri, Skogs-Ekeby (säteri), Hammar gård och Näringsberg.
Österhaninge socken: Sandemars slott, Årsta slott, Söderby säteri, Vendelsö säteri, Stegsholms herrgård, Hässlingby säteri och Sanda herrgård.
Tyresö socken: Tyresö slott och Kumla herrgård.
Muskö socken: Arbottna säteri och Ludvigsbergs herrgård.
Ösmo socken: Djursnäs säteri, Hammersta säteri med en medeltida borgruin, Körunda säteri, Nynäs säteri, Ogesta gård (säteri), Valsjö gård (säteri), Vansta säteri, Rånö säteri (överfördes 1889 till Utö socken), Estö gård, Lunds herrgård och Valla herrgård.
Sorunda socken: Fituna säteri, Fållnäs säteri, Skärlinge herrgård, Ristomta säteri, Södra Stutby, Lundby herrgård, Rangsta herrgård, Sjöviks herrgård och Åkerby herrgård.
Torö socken: Herrhamra herrgård.
Dalarö socken: Smådalarö gård.
Ornö socken: Sundby herrgård.
Utö socken: Edesnäs säteri.
Nämdö socken: Östanviks gård.

## Historia

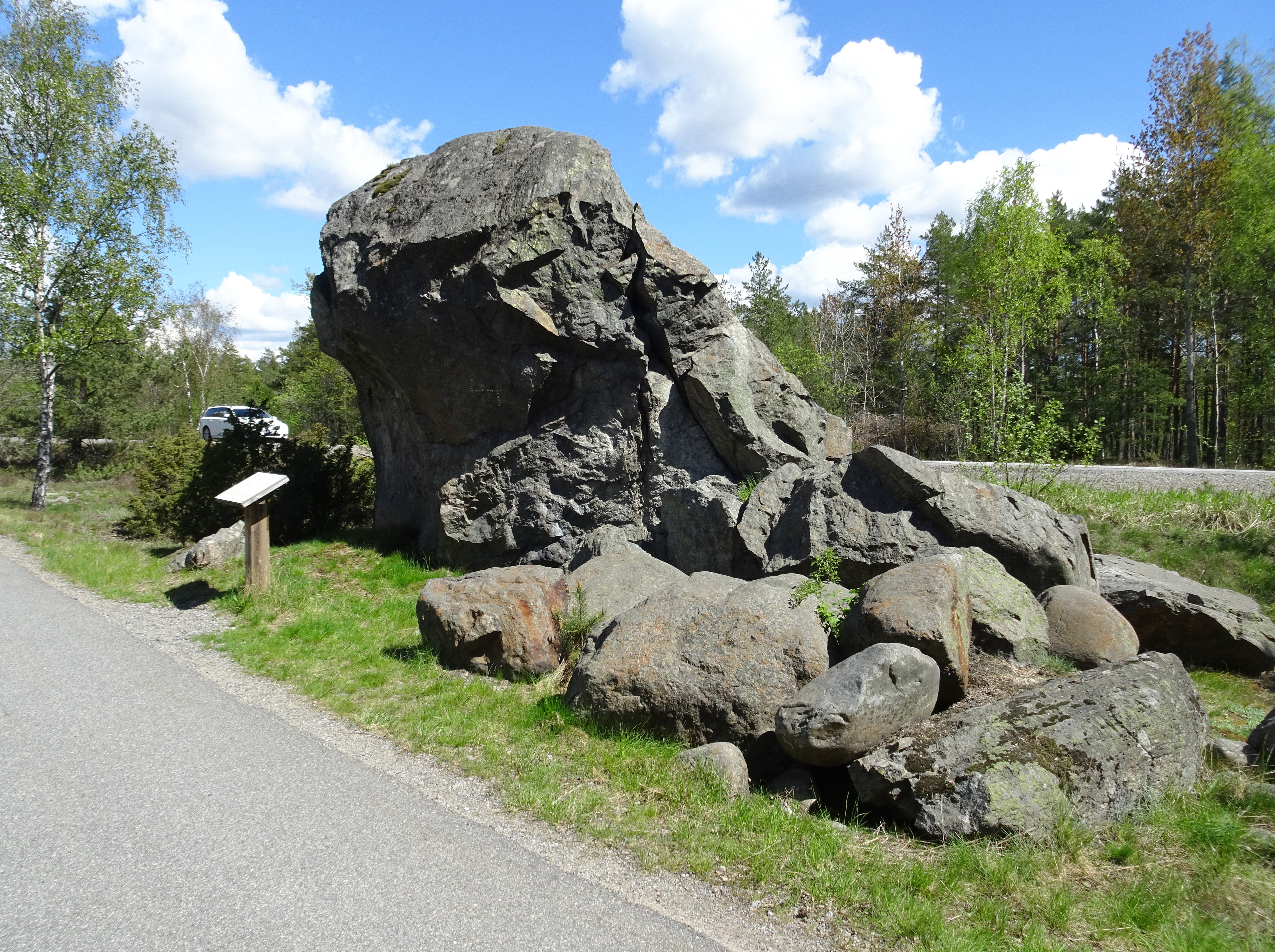
Galgstenen i maj 2021.

Under medeltiden hette häradet Yttra Tör, till skillnad från Övra Tör som sen blev Svartlösa härad. Tör är det äldre namnet på Södertörn. Namnet Sotholm som första gången står omnämnd i skrift 1527 syftar på Sotholmen, ett gammalt namn för Betsholmen vid nuvarande Landfjärden och i vars närhet tingsplatsen en gång har legat. Sot betyder den mörka. 
Bebyggelsen var landsbygdsbetonad tills inpå 1900-talet då Nynäsbanan drogs från Älvsjö till Nynäshamn, rakt genom Sotholms härad och bebyggelsen tog fart i nya stationssamhällen utefter järnvägen. Tidigare hade skogen varit en viktig inkomstkälla då Stockholm skulle försörjas med ved och en omfattande inskeppning skedde på bl.a. sjön Drevviken. Närheten till havet och huvudstaden har gjort häradet till en utpräglad sjöfartsbygd där flottan länge haft en stadig hemvist. Älvsnabben och Dalarö har varit samlingsplatser för flottan alltsedan stormaktstiden. Än idag är flottan stationerad vid baserna Berga och Muskö innanför Horsfjärden.
Gamla Dalarövägen mellan Dalarö och Skanstull, som var en av de tre större huvudvägarna in mot Stockholm, gick från Handen parallellt med nuvarande Nynäsvägen. I Handen sammanstrålade Dalarövägen med den gamla häradsvägen till och från Sorunda och Ösmo. Den tredje vägen gick öster om Drevviken över Vendelsö och Kumla. 
Häradets tingsplats låg i början av 1600-talet i Västerhaninge. Under 1700-talet byggdes där ett tingshus som alltjämt finns bevarat. Det togs dock ur bruk 1916. Häradets gamla avrättningsplats låg vid "Galgstenen" på Jordbromalm.

## Län, fögderier, domsagor, tingslag och tingsrätter
Häradet har sedan 1720 hört till Stockholms län, innan dess Södermanlands län (1634-1635, 1689-1719), Upplands län (1636-1639, 1648-1651, 1654-1688) och i perioderna däremellan till Stockholms län. Församlingarna i häradet tillhör(de) all före 1942 Strängnäs stift. 1 juli 1942 bildades Stockholms stift och dit fördes alla områden utom Sorunda socken, Torö socken och Ösmo socken. 
Häradets socknar hörde till följande fögderier:
- 1720-1839 Sotholms fögderi
- 1840-1855 Sotholm, Svartlösa, Öknebo fögderi
- 1856-1917 Södertörns fögderi
- 1918-1945 Södertörns fögderi för Sorunda, Torö och Ösmo socknar
- 1945-1966 Öknebo fögderi för Sorunda, Torö och Ösmo socknar
- 1918-1966 Värmdö fögderi för Dalarö, Muskö, Nämdö, Ornö, Tyresö, Västerhaninge och Österhaninge socknar
- 1967-1990 Handens fögderi

Nämdö socken till Nacka fögderi från 1967
Häradets socknar tillhörde följande domsagor, tingslag och tingsrätter:
- 1680-1929 Sotholms tingslag i 
  - 1680 Danderyds, Värmdö, Sollentuna, Sotholms, Svartlösa och Öknebo häraders domsaga
  - 1681-1688 Danderyds, Sollentuna, Sotholms, Svartlösa, Öknebo, Seminghundra och Vallentuna häraders domsaga
  - 1689-1970 Södertörns domsaga (Sotholms, Svartlösa (bara till 1959) och Öknebo härader), även tidigt kallad  Södertörns distrikt
- 1930-1970 Södertörns domsagas tingslag i Södertörns domsaga
- 1971-1973 Södertörns tingsrätt för Tyresö socken
- 1971-1973 Svartlösa tingsrätt och dess domsaga, dock ej Nämdö och Tyresö socknar
- 1974-2007 Handens tingsrätt och dess domsaga, dock ej Nämndö socken (Nämdö socken)
- 2007- Nacka tingsrätt och dess domsaga för delarna i Tyresö kommun och Värmdö kommun
- 2007- Södertörns tingsrätt och dess domsaga för områdena i Haninge och Nynäshamns kommuner

Nämdö socken tillhörde från 1952 till 1971 Södra Roslags domsagas tingslag, från 1971 till 1976 Södra Roslags tingsrätt och dess domsaga samt från 1977 Nacka tingsrätt och domsaga.